# Musée des Confluences
Het Musée des Confluences is een wetenschapscentrum en antropologiemuseum dat op 20 december 2014 werd geopend in het 2e arrondissement van Lyon in Frankrijk. In mei 2011 ontving het Musée des Confluences, terwijl het nog in aanbouw was, de titel "Musée de France" van het Ministerie van Cultuur en Communicatie. Het is gelegen op het zuidelijke puntje van het Presqu'île aan de samenvloeiing van de Rhône en de Saône, grenzend aan de snelweg A7, en maakt deel uit van een groter herontwikkelingsproject van de wijk Confluence in Lyon. Het deconstructivistische architectonische ontwerp, dat lijkt op een zwevende kristallen wolk van roestvrij staal en glas, is gemaakt door de Oostenrijkse firma Coop Himmelb(l)au.

## Geschiedenis

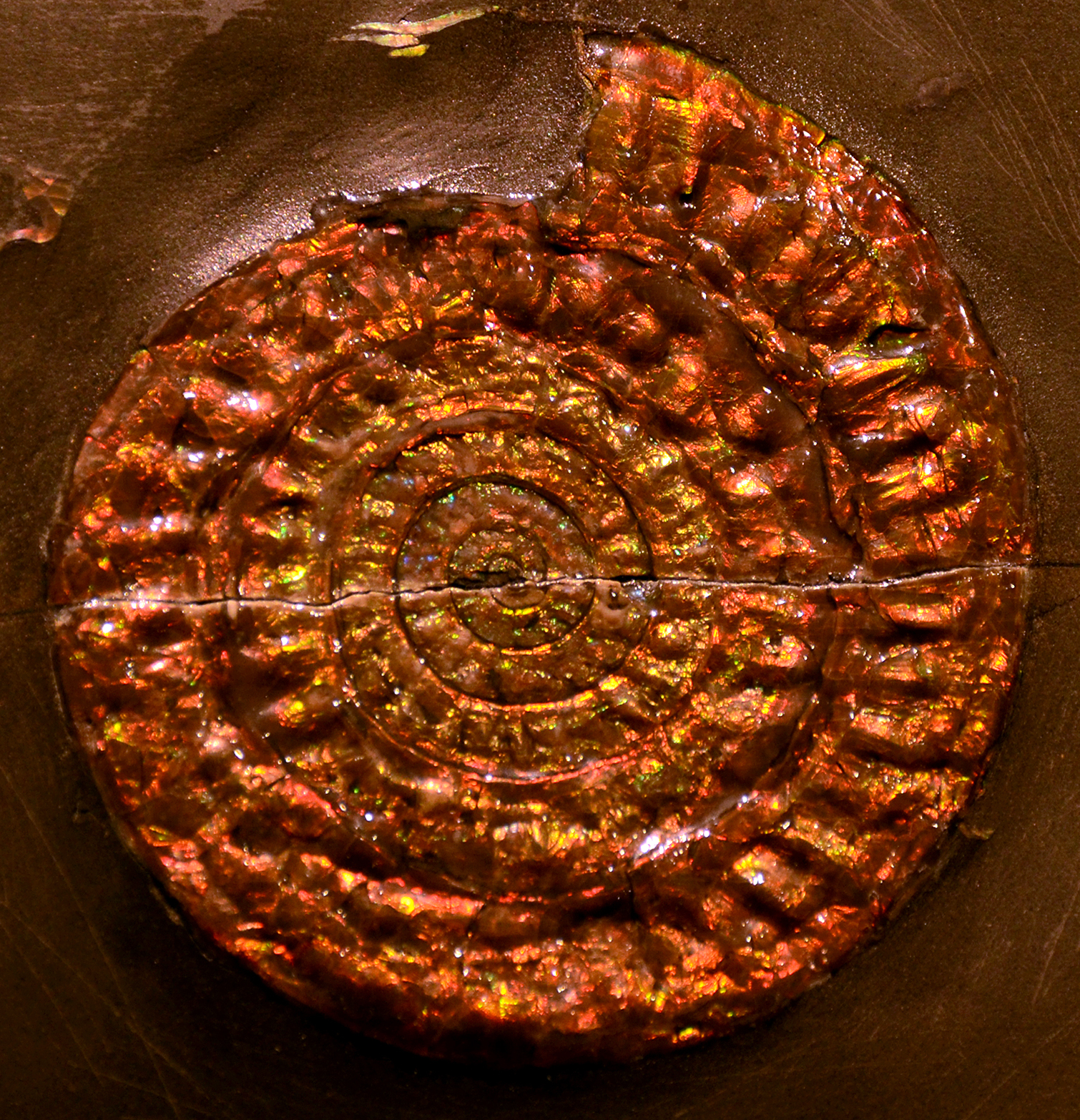
Caloceras-ammoniet met ammoliet-irisentie, te zien in het Musée des Confluences, 2015

Het museum omvat collecties natuurwetenschappen, antropologie en aardwetenschappen van het Musée d'histoire naturelle - Guimet. Deze collecties zullen worden aangevuld met tentoonstellingen van kunst en ambachten.
De vier grote tentoonstellingen heten "Origines, les récits du monde", "Espèces, la maille du vivant", "Sociétés, le théâtre des Hommes" en "Éternités, visions de l'au-delà". De eerste tentoonstelling behandelt vragen over de oorsprong, zowel de oerknaltheorie, de geschiedenis van het universum, als de geboorte van het leven en de evolutie van vooral de mens. De tweede tentoonstelling, "Espèces", onderzoekt de verbanden tussen mens en dier, en de evolutie van verschillende soorten. De derde tentoonstelling, 'Sociétés', gaat over menselijke samenlevingen en hoe mensen gemeenschappen opbouwen. En ten slotte gaat "Éternités" over de zin van het leven, de onvermijdelijke dood van mensen, en hoe met die vraag in verschillende samenlevingen is omgegaan.

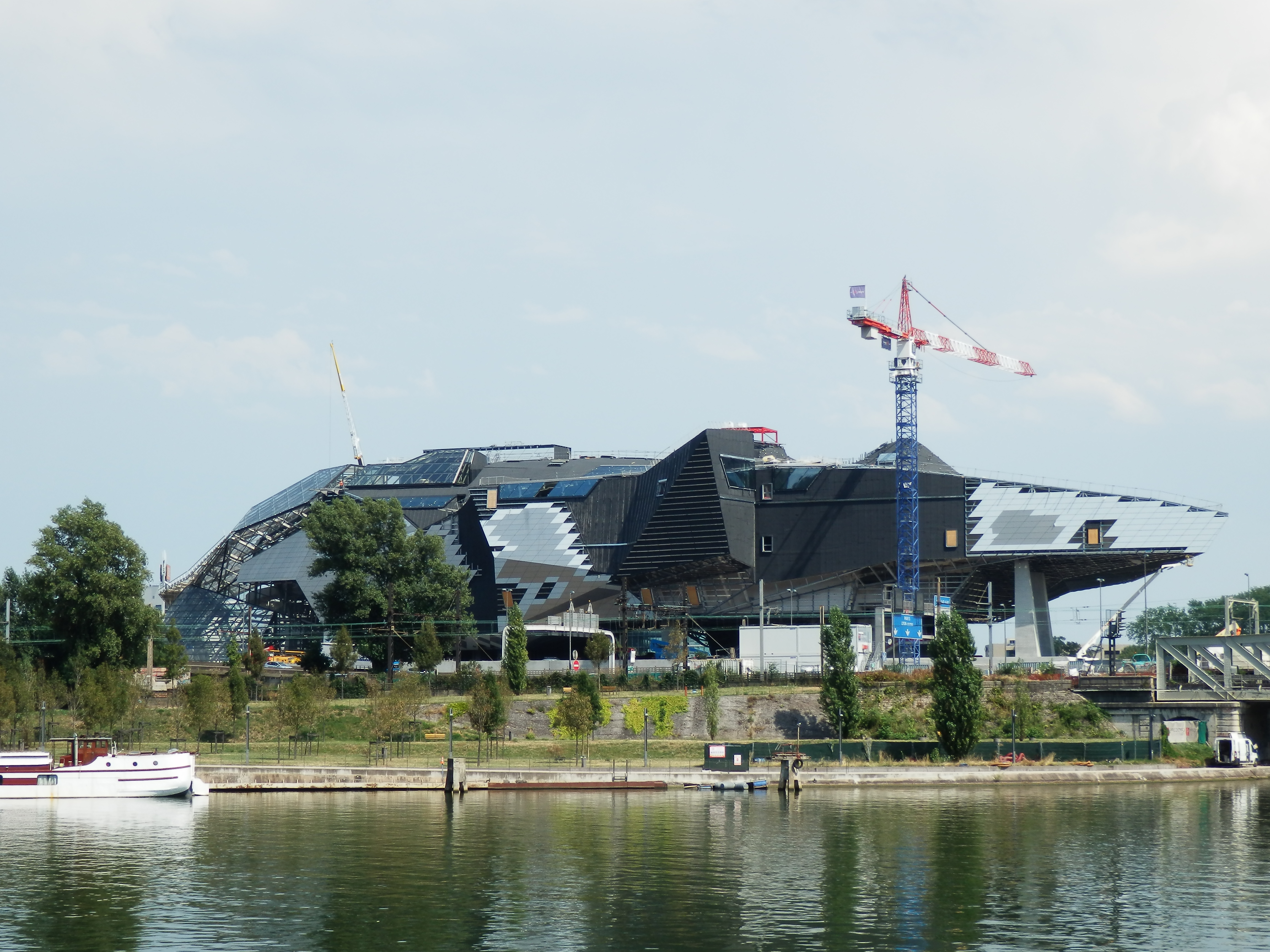
Het museum in aanbouw, foto: 6 augustus 2013

Het museum is 44 m hoog, 150 m lang, en 83 meter breed. De totale oppervlakte bedraagt 22.000 m2, waarvan 6.500 vierkante meter bestemd zal zijn voor tentoonstellingen. Er zullen negen gelijktijdige tentoonstellingen (4 permanent + 5 tijdelijk), plus vier ontdekkingsruimtes en twee auditoria beschikbaar zijn. De bouwkosten waren begroot op 153 miljoen euro,  maar de controversiële uiteindelijke kosten zullen naar verwachting bijna 300 miljoen euro bedragen.